# Tokyo Tapes
Albums de Scorpions
Taken by Force
(1977) Lovedrive
(1979)
Singles
1. All Night Long
Sortie : 1979

Tokyo Tapes est le premier album live du groupe allemand Scorpions. Il est sorti en août 1978 sur le label RCA Records et a été produit par Dieter Dierks.

## Historique
Profitant de leur première tournée au Japon en 1978, pays où ils sont déjà des stars, le groupe décide d'enregistrer leurs concerts pour en faire un live, copiant volontairement Deep Purple et leur mythique live Made in Japan.
Ce double album est considéré comme un grand classique étant donné l'éblouissante performance du groupe lors de cinq concerts du 23 au 27 avril 1978 au Japon (23, 24 & 27 avril au Nakano Sun Plaza Hall de Tokyo), (25 avril au Nagoya Shi-Kokaido) et 26 avril au Osaka Festival Hall) attirant plus de 12 000 fans.
Il contient des morceaux extraits de tous les albums studio précédents, c'est-à-dire : Lonesome Crow (In the search of Peace of Mind), Fly to the Rainbow (Fly to the Rainbow, Speedy's Coming), In Trance (In Trance, Top of the Bill, Dark Lady, Robot Man), Virgin Killer (Pictured Life, Backstage Queen, Polar Nights) et Taken by Force (We'll Burn the Sky, He's a Woman, She's a Man, Steamrock Fever).
Le set est également enrichi de deux standards du rock des années 1950, en l'occurrence Long Tall Sally de Little Richard et Hound Dog popularisé par Elvis Presley. De même "Kojo no tsuki" est un air traditionnel japonais joué en l'honneur de ce public particulièrement réceptif. L'album compte un inédit, "All Night Long", qui ouvre l'album, dernière composition de Uli Roth avec les Scorpions et "Suspender Love" qui est la face B du single "He's a Woman, She's a Man" mais qui ne figure sur aucun album studio.
La setlist des concerts japonais comprenait trois autres chansons,"Hell Cat" et "Catch Your Train" et l'hymne national japonais "Kimi ga yo".
Un single comprenant la chanson inédite "All Night Long" ainsi que "Fly to the Rainbow", "Speedy's Coming" et "In Trance" sera tiré de cet album en 1979. Cet album fut le dernier que le groupe enregistra pour RCA, il quittera le label pour rejoindre EMI/Harvest Records.
Cette tournée au japon est la dernière d'Ulrich Roth avec le groupe, il partira fonder son propre groupe nommé Electric Sun.
Tokyo Tapes reçoit un accueil énorme en France en se classant à la 14e place des charts et en étant certifié disque d'or pour plus de 100 000 exemplaires vendus.

## Liste des pistes

### Version originale
| 1. | All Night Long  | Ulrich Roth, Klaus Meine     | 2:55 |
| 2. | Pictured Life   | Rudolf Schenker, Meine, Roth | 3:04 |
| 3. | Backstage Queen | R. Schenker, Meine           | 3:30 |
| 4. | Polar Nights    | Roth                         | 6:43 |
| 5. | In Trance       | R. Schenker, Meine           | 5:22 |

| 1. | We'll Burn the Sky             | R. Schenker, Monika Dannemann                          | 8:16 |
| 2. | Suspender Love                 | R. Schenker, Meine                                     | 3:28 |
| 3. | In Search of the Peace of Mind | Michael Schenker, R. Schenker, Meine, Heimberg, Dziony | 3:00 |
| 4. | Fly to the Rainbow             | M. Schenker, Roth                                      | 9:23 |

| 1. | He's a Woman, She's a Man | R. Schenker, Meine, Herman Rarebell                 | 5:22 |
| 2. | Speedy's Coming           | R. Schenker, Meine                                  | 3:21 |
| 3. | Top of the Bill           | R. Schenker, Meine                                  | 6:39 |
| 4. | Hound Dog                 | Jerry Leiber, Mike Stoller                          | 1:16 |
| 5. | Long Tall Sally           | Enotris Johnson, Robert Blackwell, Richard Penniman | 2:09 |

| 1. | Steamrock Fever | R. Schenker, Meine                          | 3:35 |
| 2. | Dark Lady       | Roth                                        | 3:34 |
| 3. | Kojo No Tsuki   | Rentarō Taki, Bansui Tsuchii, arr.Scorpions | 3:09 |
| 4. | Robot Man       | R.Schenker, Meine                           | 5:33 |

### Version CD
| 1. | All Night Long                 | 3:12 |
| 2. | Pictured Life                  | 3:48 |
| 3. | Backstage Queen                | 3:40 |
| 4. | Polar Nights                   | 6:56 |
| 5. | In Trance                      | 5:32 |
| 6. | We'll Burn the Sky             | 8:12 |
| 7. | Suspender Love                 | 3:40 |
| 8. | In Search Of The Peace Of Mind | 3:03 |
| 9. | Fly To The Rainbow             | 9:49 |

| 1. | He's A Woman She's A Man | 5:29 |
| 2. | Speedy's Coming          | 3:37 |
| 3. | Top Of The Bill          | 6:45 |
| 4. | Hound Dog                | 1:23 |
| 5. | Long Tall Sally          | 2:34 |
| 6. | Steamrock Fever          | 3:44 |
| 7. | Dark Lady                | 4:06 |
| 8. | Kojo No Tsuki            | 3:56 |
| 9. | Robot Man                | 5:50 |

- La réédition 2001 se composa d'un seul CD, la chanson "Polar Nights" fut sacrifiée par manque de place. Elle figure en titre bonus sur l'album "Taken By Force".

## Musiciens
- Klaus Meine – chant
- Ulrich Roth – guitare solo , chant sur Polar Nights, Fly to the Rainbow et Dark Lady
- Rudolf Schenker – guitare rythmique, guitare solo sur l'intro de He's a Woman, She's a Man et second solo de Long Tall Sally
- Francis Buchholz – basse
- Herman Rarebell – batterie

## Charts et certification
Charts album
| Pays         | Durée du classement | Meilleur classement | Date             |
| ------------ | ------------------- | ------------------- | ---------------- |
| Allemagne    | 10 semaines         | 35e                 | 6 novembre 1978  |
| Belgique (W) | 1 semaine           | 165e                | 14 novembre 2015 |
| France       | 4 semaines          | 14e                 | 30 mars 1979     |
| Suède        | 1 semaine           | 42e                 | 6 octobre 1978   |

Certification
| Pays   | Ventes    | Certification | Date |
| ------ | --------- | ------------- | ---- |
| France | 100 000 + | Or            | 1981 |